# ソフトウェアディファインドストレージ
ソフトウェアディファインドストレージ（英: software-defined storage, SDS）とは、従来統一されていなかった各種のコンピュータ（ミニコンピュータ、サーバ等）やデータ通信などの装置を設置・運用することに特化した施設の総称であるデータセンター内の様々なストレージシステムを管理するための構造である。ハードウェアに依存せず、ストレージをポリシーベースでプロビジョニング及び管理するためのコンピュータプログラムである。一般にストレージを仮想化し、ストレージのハードウェアと制御用のソフトウェアを分離する。どんなストレージも基本的にソフトウェアを必要とするが、ソフトウェアとハードウェアが強く結合した従来のSAN（Storage Area Network）やNAS（Network Attached Storage）よりもコストを削減できるように設計されたソフトウェア製品を指すことがほとんどであり、重複排除やレプリケーション、シンプロビジョニング、スナップショット、バックアップなどを可能にする。
ソフトウェアディファインドストレージはドライブ管理である。 つまり、従来は統合されていなかったデータセンター内のさまざまなストレージシステムを管理するためのフレームワークである。
基盤となるハードウェアに依存しないデータストレージのポリシーベースのプロビジョニングと管理のためのコンピューターデータストレージソフトウェアのマーケティング用語でもある。ソフトウェアデファインドストレージには通常、ストレージハードウェアをそれを管理するソフトウェアから分離するためのストレージ仮想化の形式が含まれている。 ソフトウェア定義のストレージ環境を有効にするソフトウェアは、データ重複排除、レプリケーション、シンプロビジョニング、スナップショット、バックアップなどの機能のポリシー管理も提供する場合がある。
ソフトウェアデファインドストレージ（SDS）ハードウェアには独自の抽象化、プーリング、または自動化ソフトウェアがある場合とない場合がある。内部ディスクを備えたコモディティサーバーと組み合わせてのみソフトウェアとして実装する場合、仮想ファイルシステムやグローバルファイルシステムなどのソフトウェアを提案する場合がある。洗練された大容量ストレージアレイ上に階層化されたソフトウェアの場合、ストレージ仮想化やストレージリソース管理などのソフトウェア、個別の異なる問題に対処する製品のカテゴリを提案する。ポリシーおよび管理機能に、保護と回復を自動化するための人工知能の形式も含まれている場合、それはインテリジェントな抽象化と見なすことができる。 ソフトウェアデファインドストレージは、従来のストレージエリアネットワーク（SAN）を介してアプライアンスを介して実装するか、ネットワーク接続ストレージ（NAS）として実装するか、オブジェクトベースのストレージを使用して実装できる。 2014年3月、 Storage Networking Industry Association （SNIA）は、ソフトウェアデファインドストレージに関するレポートを開始した。 

## ソフトウェアデファインドストレージ業界
VMwareは、アプリケーションに必要なすべての仮想ストレージ、サーバー、ネットワーキング、およびセキュリティリソースをソフトウェアで定義し、自動的にプロビジョニングできる、より広い概念のマーケティング用語「ソフトウェア定義データセンター」（SDDC）を使用した。  その後、 Coraid （現在、Coraidの創設者の新会社SouthSuiteが所有）、 Scality （2009年に設立）、 Cleversafe （ IBMが買収）、 OpenIOなど、他の中小企業が「ソフトウェアデファインドストレージ」という用語を採用した。
ソフトウェア定義ネットワーク（SDN）と同様の概念に基づいて、  VMwareが2012年にNiciraを10億ドル以上で買収した後、SDSへの関心が高まる。
データストレージベンダーは、製品ラインに応じて、ソフトウェアデファインドストレージにさまざまな定義を使用した。標準グループであるStorageNetworking Industry Association （SNIA）は、マルチベンダーの交渉による定義を例を挙げて試みた。 
ソフトウェアデファインドストレージ業界は、2023年までに860億ドルに達すると予測されている。 

## 特徴
ソフトウェアデファインドストレージの特性には、次の機能が含まれる場合がある。 
- 基盤となる物理ストレージシステムからの論理ストレージサービスと機能の抽象化、場合によっては複数の異なる実装間でのプール。データの移動は、計算やサービスに比べて比較的費用がかかり、時間がかかるため、プーリングアプローチでは、データをそのままにして、配列にまたがるマッピングレイヤーを作成することが提案される場合がある。例は次のとおりである。
  - ストレージの仮想化、アプローチと歴史的な製品の一般化されたカテゴリ。外部コントローラーベースのアレイには、独自のプール内のドライブ全体の使用状況とアクセスを管理するためのストレージ仮想化が含まれている。他の製品は、アレイやサーバーのDASストレージ全体を管理するために独立して存在する。
  - 仮想ボリューム（VVol）は、パフォーマンスとデータ管理の最適化を向上させるために、大容量ボリュームとその中のVMディスクイメージ間のより透過的なマッピングに関するVMwareの提案である。これは、仮想インフラストラクチャ管理者（NFSなどをすでに使用できる）の新機能を反映していませんが、 iSCSIまたはファイバーチャネルを使用するアレイに、仮想インフラストラクチャに書き込まれるクロスアレイ管理アプリの管理レバレッジを高めるためのパスを提供する。
  - パラレルNFS （pNFS）、NFSコミュニティ内で進化したが、多くの実装に拡張された特定の実装。
  - OpenStackと、ストレージの相互作用のためのSwift、 Ceph 、Cinder APIが適用され、[誰によって?]オープンソースプロジェクトおよびベンダー製品。
  - 多くのオブジェクトストレージプラットフォームも、ソフトウェア定義のストレージ実装の例である。この例としては、 ScalityRINGやオープンソースのswiftプロジェクトがある。
  - Glusterのような分散ストレージソリューションの数は、ソフトウェアデファインドストレージの良い例である。
- ポリシー主導のストレージプロビジョニングによる自動化と、テクノロジーの詳細に代わるサービスレベル契約。これには、 OpenFlowの精神に基づいて、「コントロールプレーン」を「データプレーン」から分離する特定の定義として、従来のストレージアレイ製品にまたがる管理インターフェイスが必要である。以前の業界標準化の取り組みには、2000年に開始されたストレージ管理イニシアチブ–仕様（SMI-S）が含まれていた。
- ソフトウェア層に抽象化されたストレージロジックを備えたコモディティハードウェア。これも説明されている[誰によって?]コンバージドストレージ用のクラスタ化されたファイルシステムとして。

## ストレージハイパーバイザー
コンピューティングにおいて、ストレージハイパーバイザーは、物理サーバーハードウェアプラットフォーム、仮想マシン、ハイパーバイザーOS内、またはストレージネットワーク上で実行できるソフトウェアプログラムである。仮想マシンのスーパーバイザーと共存する場合や、プラットフォームを排他的に制御する場合がある。仮想サーバーハイパーバイザーと同様に、ストレージハイパーバイザーは、特定のハードウェアプラットフォーム、特定のハードウェアアーキテクチャで実行することも、ハードウェアに依存しないこともできる。 
ストレージハイパーバイザーソフトウェアは、制御する個々のストレージリソースを仮想化し、ストレージ容量の1つ以上の柔軟なプールを作成する。このようにして、仮想サーバーハイパーバイザーと並行して、物理リソースと論理リソース間の直接リンクを分離する。ストレージ管理を分離レイヤーに移動することで、システムの稼働時間と高可用性の向上にも役立ちる。 「同様に、ストレージハイパーバイザーを使用して、仮想化されたストレージリソースを管理し、高い信頼性を維持しながらディスクの使用率を高めることができる」 
集中管理された監視ソフトウェアプログラムであるストレージハイパーバイザーは、統合されたディスクプール全体で透過的な仮想レイヤーとして機能するストレージ制御および監視機能の包括的なセットを提供し、可用性、速度、および使用率を向上させる。
ストレージハイパーバイザーは、拡張プロビジョニング、データ保護、レプリケーション、およびパフォーマンスアクセラレーションサービスで個々の機能を補完することにより、異なるモデルや互換性のないモデルを含む複数のディスクストレージシステムの総合的な価値を高める。
パッケージ化されたストレージシステムまたはアプライアンスに限定された組み込みソフトウェアまたはディスクコントローラーファームウェアとは対照的に、ストレージハイパーバイザーとその機能は、さまざまなモデル、ブランド、およびストレージの種類[SSD（ソリッドステートディスク）、SAN（ストレージエリアネットワーク）、DASなど）にまたがっている。 （直接接続ストレージ）およびユニファイドストレージ（SANおよびNAS）]は、幅広い価格およびパフォーマンス特性または階層をカバーする。基盤となるデバイスは、相互に明示的に統合したり、バンドルしたりする必要はない。
ストレージハイパーバイザーは、ハードウェアの互換性を可能にする。ストレージハイパーバイザーの基盤となるストレージハードウェアは、パフォーマンスと容量に関して一般的な方法でのみ重要である。基盤となる「機能」はハイパーバイザーを介して渡される場合があるが、ストレージハイパーバイザーの利点は、異なるハードウェアや互換性のないハードウェアから均一な仮想デバイスとサービスを提供できるため、これらのデバイスを交換可能にすることを強調している。表示される仮想ストレージ環境を変更または中断することなく、基盤となる物理ストレージの継続的な交換および置換を行うことができる。
ストレージハイパーバイザーは、すべてのストレージリソースを管理、仮想化、および制御し、必要な属性（パフォーマンス、可用性）とサービス（自動プロビジョニング、スナップショット、レプリケーション）を、それぞれのニーズに対応するために必要に応じて、直接またはストレージネットワーク経由で割り当てて提供する。
「ストレージハイパーバイザー」内の「ハイパーバイザー」という用語は、スーパーバイザーを超えているため、そのように名付けられている概念的にはスーパーバイザーよりも高いレベルであり、したがって、その上に位置し、そのデバイスレベルのストレージコントローラー、ディスクアレイ、および仮想化ミドルウェアを制御する。
ストレージハイパーバイザーは、より高レベルのストレージ仮想化ソフトウェアとしても定義されており、「統合とコスト：ストレージプーリングは使用率を高め、コストを削減する。ビジネスの可用性：仮想ボリュームのデータモビリティにより、可用性を向上させることができる。アプリケーションのサポート：階層型ストレージの最適化により、ストレージコストが必要なアプリケーションサービスレベルに合わせられる。」 この用語は、ディザスタリカバリにおけるストレージ仮想化での役割への言及を含むユースケースにも言及して使用されており、より限定的には、SAN間のボリューム移行機能として定義されている。 

### サーバーとストレージのハイパーバイザー
サーバーハイパーバイザーの概念とストレージハイパーバイザーの概念の間には、類似点がある。サーバーを仮想化することにより、サーバーハイパーバイザー（ VMware ESX 、 Microsoft Hyper-V 、Citrix Hypervisor、Linux KVM、Xen）はサーバーリソースの使用率を高め、サーバーをハードウェアから切り離すことで管理の柔軟性を提供した。これにより、同じワークロードを処理するために必要な物理サーバーが少なくなり、バックアップ、フェイルオーバー、ディザスタリカバリなどの管理操作に柔軟性がもたらされるため、サーバーインフラストラクチャのコストが削減された。
ストレージハイパーバイザーは、サーバーハイパーバイザーがサーバーリソースに対して行ったのと同じように、ストレージリソースに対して行いる。ストレージハイパーバイザーは、サーバーハイパーバイザーがストレージI / Oを処理する方法を変更して、既存のストレージリソースからより多くのパフォーマンスを引き出し、ストレージ容量の消費、ストレージプロビジョニング、スナップショット/クローンテクノロジーの効率を高める。サーバーハイパーバイザーのようなストレージハイパーバイザーは、パフォーマンスと管理の柔軟性を高め、リソース使用率を向上させる。